# Муза (филм)
„Муза“ е български късометражен игрален филм от 2021 година (драма, комедия) по сценарий и режисура на Свилен Славов. Оператор е Виктор Добрев.  

## Сюжет
История за залязъл музикант и неговия странен съсед...

## Състав

### Актьорски състав
| Роля           | Изпълнител      |
| -------------- | --------------- |
| музикантът     | Димитър Маринов |
| съседът        | Китодар Тодоров |
| съседка (глас) | Койна Русева    |

## Награди
- Най-добър актьор за Китодар Тодоров на Сейнт Андрюс филм фестивал (Шотландия, 2021)
- Най-добър български късометражен филм на Муждународен филмов фестивал (Бургас, 2021)

## Фестивали
- Номинация за най-добър късометражен филм на фестивала „Златна роза“ (Варна, 2021)
- Номинация за най-добър късометражен филм на Национален фестивал на българското кино Награди на СБФД Васил Гендов (София, 2022)
- London Lift-Off Film Festival (Великобритания, 2021)
- International Portrait Film Festival (София, 2021)
- Номинация за най-добър български късометражен филм на Kinomorphia Film Festival (София, 2021)
- Номинация за най-добър късометражен филм на Kinomorphia Film Festival (София, 2021)